# Genndy Tartakovsky
Genndy Tartakovsky, född 1970 i Moskva, är en amerikansk animatör och filmregissör. Han har blivit flerfaldigt prisbelönad för sin verksamhet med tecknade serier.

## Filmografi (i urval)
- 1996 – Dexters laboratorium (TV-serie)
- 2001 – Powerpuffpinglorna (TV-serie)
- 2001 – Samurai Jack (TV-serie)
- 2003 – Star Wars: Klonkrigen (TV-serie)
- 2012 – Hotell Transylvanien
- 2025 – Fixed

## Priser och utmärkelser
- Winsor McCay Award,  2006

[Redigera Wikidata]